# Ludobójstwo jazydów
Ludobójstwo jazydów – ludobójstwo dokonane przez tzw. Państwo Islamskie w latach 2014–2017.
Oprócz Organizacji Narodów Zjednoczonych, kilka krajów i organizacji uznało kampanię antyjazydzką Państwa Islamskiego za ludobójstwo. Należą do nich: Rada Europy i Unia Europejska, Stany Zjednoczone, Kanada, Armenia i Irak.
Charakteryzowało się masowymi morderstwami, gwałtami i przymusowymi nawróceniami na islam. Jazydzi stanowią rdzenną ludność Kurdystanu i wyznają jazydyzm, będący irańską religią wywodzącą się z tradycji indoirańskiej. W ciągu trzech lat bojownicy Państwa Islamskiego handlowali tysiącami jazydzkich kobiet i dziewcząt oraz zabili tysiące jazydzkich mężczyzn; Organizacja Narodów Zjednoczonych poinformowała, że islamscy terroryści zabili około 5 tys. jazydów i sprzedali ponad 10 tys. jazydzkich kobiet i dziewcząt w „kampanii przymusowych nawróceń” w całym Iraku. Do 2015 ponad 71% światowej populacji jazydów zostało przesiedlonych w wyniku ludobójstwa, przy czym większość uchodźców uciekła do irackiego Kurdystanu i syryjskiej Rożawy. Prześladowania jazydów, podobnie jak i innych mniejszości religijnych, miały miejsce po ofensywie Państwa Islamskiego w północnym Iraku w czerwcu 2014.

## Przebieg

### Ofensywa Sindżaru
17 lipca 2014 walki Państwa Islamskiego z Kurdami wybuchły w Sidżarze pod Tall Afar, kontrolowanym przez Peszmergę. 22 lipca 2014 dżihadyści ostrzelali z pocisków moździerzowych tereny cywilne Sindżaru zamieszkałe przez jezydów. Wiele rodzin uciekło z miasta. Tego samego dnia po potyczce dżihadyści przepędzili Peszmergę z zakładów farmaceutycznych i strefy wolnego handlu 20 km na północ od Mosulu. W walkach zginęło dwóch Kurdów. 23 lipca 2014 Peszmerga dokonała kontrataku, ostrzeliwując zakłady z broni moździerzowej, jednak bez zamierzonego skutku. Ponadto Państwo Islamskie zajęło budowaną tamę Budusz. 29 lipca 2014 milicja jezydycka oraz członkowie irackiego wywiadu, zaatakowali zgrupowanie islamistów pod Sindżarem. W wyniku walk zginęło 24 dżihadystów oraz zniszczono cztery pojazdy
1 sierpnia 2014 Państwo Islamskie dokonało szturmu na miasto Zumar, leżące 19 km na północny zachód od Mosulu, będące pod kontrolą kurdyjskiej Peszmergi. Początkowy atak został odparty przez Kurdów, którzy stracili 16 bojowników i zabili 62 islamistów, jednak dzień później ekstremiści zajęli miasto i okoliczne pola naftowe i rafinerię Ajn Zala i 12 okolicznych wiosek. W związku z tym Państwo Islamskie na terenie Iraku kontrolowało cztery pola naftowe. Po zajęciu miasta, dżihadyści dali Kurdom 24-godzinne ultimatum na opuszczenie tamy na Tygrysie pod Mosulem. Państwo Islamskie szturmem wzięło również miasto Wana oraz Sindżar, rozpoczynając czystki na Jezydach. Setki mieszkańców Sindżaru uciekło w pobliskie góry, a ekstremiści niszczyli w mieście miejsca kultów jezydów. W czasie szturmu na Sindżar i czystek sunniccy ekstremiści zamordowali 500 Jezydów, poprzez spalenie żywcem, ścięcie lub rozstrzelanie. Ponadto do niewoli islamskiej trafiło około 300 kobiet. Państwo Islamskie wezwało do zniszczenia jezydów.

### Ucieczka w góry Sindżar
Pośród licznych okrucieństw popełnionych przez Państwo Islamskie, ludobójstwo jazydów zwróciło międzynarodową uwagę i skłoniło Stany Zjednoczone do utworzenia CJTF–OIR, koalicji wojskowej składającej się z krajów zachodnich oraz Turcji, Maroka i Jordanii. Ponadto Stany Zjednoczone, Wielka Brytania i Australia dokonały awaryjnych zrzutów lotniczych, aby wesprzeć uchodźców jazydzkich, których 50 tys. zostało uwięzionych w górach Sindżar w wyniku ofensywy Państwa Islamskiego w północnym Iraku w sierpniu 2014. Podczas masakry w Sindżar, podczas której Państwo Islamskie zabiło i uprowadziło tysiące uwięzionych jazydów, Stany Zjednoczone i Wielka Brytania rozpoczęły naloty na nacierających bojowników Państwa Islamskiego, podczas gdy Powszechne Jednostki Ochrony (YPG) i Partia Pracujących Kurdystanu (PKK) wspólnie utworzyły korytarz humanitarny w celu ewakuacji pozostałych uchodźców z gór Sindżar.
8 sierpnia PKK zapewniło pomoc humanitarną i zbudowało obozy dla ponad 3 tys. uchodźców jazydzkich.
Do 20 października zgłoszono, że 2 tys. jazydów, głównie ochotników, którzy pozostali, aby chronić wioski, ale także cywile (700 rodzin, które jeszcze nie uciekły), nadal przebywało w rejonie Sindżaru i zostało zmuszonych przez ISIS do opuszczenia ostatnich kontrolowanych przez siebie wiosek, Dhoula i Bork, i wycofania się w góry Sindżar.